# بابيامنتو
بابيامنتو هي اللغة الأكثر تحدثاً في جزر الكاريبي: كوراساو، أروبا وبونير، وعدد الناطقين بها حوالي 300000 نسمة.